# БАФТА за будућу звезду
БАФТА награда за будућу звезду (енгл. BAFTA Rising Star Award) додељује се сваке године од стране Британске академије за филмску и телевизијску уметност глумцу који се током те календарске године истакао својим радом на филму, телевизији или оба. Прву награду добио је шкотски глумац Џејмс Макавој 2006. године.

## 2000е

### 2006.
- Џејмс Макавој
  - Чуетел Еџиофор
  - Гаел Гарсија Бернал
  - Рејчел Макадамс
  - Мишел Вилијамс

### 2007.
- Ева Грен
  - Емили Блант
  - Наоми Харис
  - Килијан Мерфи
  - Бен Вишо

### 2008.
- Шаја Лабаф
  - Сијена Милер
  - Елен Пејџ
  - Сем Рајли
  - Танг Веј

### 2009.
- Ноел Кларк
  - Мајкл Сера
  - Мајкл Фасбендер
  - Ребека Хол
  - Тоби Кебел

## 2010е

### 2010.
- Кристен Стјуарт
  - Џеси Ајзенберг
  - Николас Холт
  - Кери Малиган
  - Тахар Рахим

### 2011.
- Том Харди
  - Џема Артертон
  - Ендру Гарфилд
  - Арон Џонсон
  - Ема Стоун

### 2012.
- Адам Дикон
  - Еди Редмејн
  - Крис Хемсворт
  - Том Хидлстон
  - Крис О’Дауд

### 2013.
- Џуно Темпл
  - Елизабет Олсен
  - Андреа Рајсборо
  - Сураџ Шарма
  - Алисија Викандер

### 2014.
- Вил Полтер
  - Дејн Дехан
  - Џорџ Макеј
  - Лупита Нјонго
  - Леа Седу

### 2015.
- Џек О’Конел
  - Гугу Мбата-Роу
  - Марго Роби
  - Мајлс Телер
  - Шејлин Вудли

### 2016.
- Џон Бојега
  - Тарон Еџертон
  - Дакота Џонсон
  - Бри Ларсон
  - Бел Паули

### 2017.
- Том Холанд
  - Лаја Коста
  - Лукас Хеџиз
  - Рут Нега
  - Анја Тејлор-Џој

### 2018.
- - Данијел Калуја
  - Флоренс Пју
  - Џош О’Конор
  - Теса Томпсон
  - Тимоти Шаламе

### 2019.
- Летиша Рајт
  - Џеси Бакли
  - Синтија Ериво
  - Бари Коган
  - Лакит Стенфилд

## 2020е

### 2020.
- Мајкл Ворд
  - Аквафина
  - Џек Лоуден
  - Кејтил Девер
  - Келвин Харисон Јуниор

### 2021.
- Буки Бакреј
  - Кингсли Бен-Адир
  - Морфид Кларк
  - Сопе Дирису
  - Конрад Кан

### 2022.
- - Лашана Линч
  - Аријана Дебоз
  - Харис Дикинсон
  - Милисент Симондс
  - Коди Смит-Макфи

### 2023.
- - Ема Маки
  - Наоми Аки
  - Шила Атим
  - Дарил Макормак
  - Ејми Лу Вуд

### 2024.
- Мија Макена-Брус
  - Фиби Динивор
  - Ајо Едебири
  - Џејкоб Елорди
  - Софи Вајлд

### 2025.
- - Дејвид Џонсон
  - Мариса Абела
  - Џарел Џером
  - Мајки Медисон
  - Набхан Ризван